# Selección femenina de fútbol sub-17 de Corea del Norte
La selección femenina de fútbol sub-17 de Corea del Norte es el equipo representativo de dicho país en las competiciones oficiales juveniles.
Su organización está a cargo de la Asociación de Fútbol de Corea del Norte, miembro de la AFC y la FIFA.
Entre los máximos logros de la selección es ser 3 veces campeonas del mundo en su categoría.

## Estadísticas

### Copa Mundial Femenina de Fútbol Sub-17
| Año   | Fase             | Posición    | PJ          | PG          | PE          | PP          | GF          | GC          |
| ----- | ---------------- | ----------- | ----------- | ----------- | ----------- | ----------- | ----------- | ----------- |
| 2008  | Campeón          | 1º          | 6           | 4           | 2           | 0           | 12          | 5           |
| 2010  | Cuarto Lugar     | 4º          | 6           | 3           | 0           | 3           | 8           | 6           |
| 2012  | Subcampeones     | 2º          | 6           | 3           | 3           | 0           | 18          | 5           |
| 2014  | Fase de Grupos   | 9º          | 3           | 1           | 1           | 1           | 5           | 6           |
| 2016  | Campeón          | 1º          | 6           | 4           | 2           | 0           | 12          | 4           |
| 2018  | Cuartos de Final | 6º          | 4           | 2           | 1           | 1           | 7           | 6           |
| 2022  | Se retiró        | Se retiró   | Se retiró   | Se retiró   | Se retiró   | Se retiró   | Se retiró   | Se retiró   |
| 2024  | Campeón          | 1º          | 6           | 5           | 1           | 0           | 14          | 2           |
| 2025  | Clasificada      | Clasificada | Clasificada | Clasificada | Clasificada | Clasificada | Clasificada | Clasificada |
| Total | Total            | 8/9         | 37          | 22          | 10          | 5           | 76          | 34          |

### Campeonato Femenino Sub-16 de la AFC
| Año / de anfitriones | Resultado    | PJ           | PG           | PE           | PP           | GS           | GA           | GD           |
| -------------------- | ------------ | ------------ | ------------ | ------------ | ------------ | ------------ | ------------ | ------------ |
| 2005                 | No participó | No participó | No participó | No participó | No participó | No participó | No participó | No participó |
| 2007                 | Campeón      | 4            | 4            | 0            | 0            | 15           | 2            | +13          |
| 2009                 | Subcampeón   | 5            | 3            | 1            | 1            | 18           | 9            | +9           |
| 2011                 | Subcampeón   | 5            | 4            | 0            | 1            | 14           | 1            | +13          |
| 2013                 | Subcampeón   | 4            | 3            | 1            | 0            | 20           | 2            | +18          |
| 2015                 | Campeón      | 5            | 4            | 1            | 0            | 13           | 2            | +11          |
| 2017                 | Campeón      | 5            | 4            | 0            | 1            | 20           | 2            | +18          |
| 2019                 | Subcampeón   | 5            | 4            | 0            | 1            | 21           | 2            | +19          |
| 2024                 | Campeón      | 5            | 5            | 0            | 0            | 24           | 0            | +24          |
| Total                | 4 Títulos    | 33           | 27           | 3            | 3            | 100          | 18           | +108         |

## Palmarés
| Competición                          | Títulos                     | Subtítulos                | Tercer lugar              | Cuarto lugar              |
| ------------------------------------ | --------------------------- | ------------------------- | ------------------------- | ------------------------- |
| Copa Mundial Femenina Sub-17         | 3 (2008, 2016 y 2024)       | 1 (2012)                  | -                         | 1 (2010)                  |
| Campeonato Femenino de la AFC Sub-16 | 4 (2007, 2015, 2017 y 2024) | 4                         | -                         | -                         |
| Total                                | 6 títulos                   | Selección Femenina Sub-20 | Selección Femenina Sub-20 | Selección Femenina Sub-20 |